# Torsten Haß
Torsten Haß (Neumünster, 21 de noviembre de 1970), también conocido por el seudónimo de Kim Godal, es poeta, dramaturgo, novelista, escritor y bibliotecario.  Por ejemplo, escribió Bibliotheken für Dummies. El libro se publicó en octubre de 2019 y se reimprimió dos veces debido a la gran demanda. Se solicitaron casi 60.000 libros a finales de 2020.  El libro ha recibido varias críticas  y se utiliza en muchas universidades, por ejemplo en la Biblioteca de la Universidad del Ruhr de Bochum, en la Biblioteca de la Universidad de Tubinga y en la Biblioteca de la Universidad Técnica de Bingen.

## Publicaciones

### No-ficción
- Bibliotheken für Dummies (2019); con Detlev-Schneider-Suderland
- Arbeitgebermarke Bibliothek mit k(l)einem Budget : eine Einführung mit Übungen (2021)
- Vahīṅ dekhiye : Festschrift für Hellmut Vogeler (1996); como editor
- Das Ende der Gemütlichkeit : Entwurf eines Fundraising-Konzepts für kleinere und mittlere Wissenschaftliche Bibliotheken  (2021)
- Dieses Buch ist für die Tonne : Einführung in den klassischen Zynismus (Kynismus) (2020); con Maximilian Spannbrucker
- Wohnriester und Erbbau : ein aktuelles Fallbeispiel (2021)

### Ensayos y reseñas de libros
- Der Verlust der Magie : Essays, Polemiken, Satiren (2021)
- Die Rezensionen, Bd.A,1 (2021)
- Die Rezensionen, Bd.A,2 (2021)
- Die Rezensionen, Bd.A,3 (2021)
- Die Rezensionen, Bd.B,1 (2021)
- Die Rezensionen, Bd.B,2 (2021)

### Ficción
La fecha es la fecha de creación en lugar de la publicación.

#### Novelas, cuentos y novellas
- Das Kartenhaus : ein Betrugs-Roman (2002[8])
- Der König des Schreckens :  ein Vatikan-Krimi  (2013[8])
- Männchensache : Rechtsfälle zur Vorbereitung im Geschlechterkampf – Roman (2009[8])
- Morddeich : und andere Kurzprosa (2021)
- Die Schwarze Zeit : ein Mittelalter-Roman (2006[8])
- Die Schwarze Zeit II : Aphrodites Puppen – Roman (2007[8])
- Die Schwarze Zeit III : Metathronos – Roman (2008[8])
- Die Schwarze Zeit IV : Agonie – Roman (2009[8])
- Die Schwarze Zeit V : Staub – Roman (2010[8])
- Die Schwarze Zeit VI : Terra re-mota – Roman (2011[8])
- Totenmelodie : ein Kurpfalz-Krimi (2017[8])
- Totenquintett : ein Kurpfalz-Krimi (2018[8])
- Totentraum : ein Kurpfalz-Krimi (2019[8])

#### Poesía lírica
- Das Christkind taumelt betrunken im Wald, der Weihnachtsmann torkelt nicht minder : Winter- und Weihnachts-Gedichte (2020)
- Es wiehert der Gaul, es graset das Pferd. Es machte auch nichts, wär’s mal umgekehrt : Liebes-Gedichte und andere (2020)

#### Teatro
- En Nuit : Dramolett (2021)
- Omega oder Das Hochzeitsmahl : Drama (2020[8])
- Die Staatsschuld – In a State of Bonds : Drama (2003[8])